# Rebecca Front
Rebecca Louise Front (Londra, 16 maggio 1964) è un'attrice, scrittrice e comica britannica.
Nel 2010 ha vinto un BAFTA Television Award per il suo lavoro nella serie The Thick of It.
Front è apparsa anche in numerosi ruoli drammatici, tra cui Capo Sovrintendente Jean Innocent in Lewis (2006–2014), Mrs. Bennet in Death Comes to Pemberley (2013), Mrs. Landau in The Eichmann Show (2015), Vera in Humans (2015) e in Death in Paradise (2019). I suoi crediti teatrali includono i musical Company e The Fix al Donmar Warehouse, diretti da Sam Mendes.

## Biografia
Front nacque a Stoke Newington, Londra, da Sheila e Charles Front. Sua madre scrisse libri per bambini, che suo padre illustrò. Inoltre, suo padre disegnò il logo-titolo presente sulla copertina dell'album Rubber Soul dei Beatles. Suo padre è ebreo e sua madre ha origini sia ebraiche che gallesi. Front crebbe nell'ambito dell'ebraismo riformato. Ottenne l'ammissione all'Ilford County High School for Girls, che nel corso del suo tempo lì si trasformò in una scuola comprensiva.
Front si avvicinò al mondo della comicità mentre frequentava il St Hugh's College dell'Università di Oxford, dove studiò inglese e divenne la prima presidente donna dell'Oxford Revue. Inoltre, si formò presso la Webber Douglas Academy of Dramatic Art.

## Carriera
Nel 1984, mentre era ad Oxford, Front partecipò alla revue Stop the Weak. Il tour si esibì ad Oxford, al Gate Theatre, a Notting Hill, a Edimburgo, a Salisbury e a Romsey. Nel 1985, Front si unì a Sioned Wiliam e Jon Magnusson per portare lo spettacolo The Bobo Girls go BOO a Edimburgo.
Front ottenne una maggiore notorietà grazie al suo lavoro con Stewart Lee e Richard Herring nei programmi radiofonici Lionel Nimrod's Inexplicable World e On the Hour, oltre che nelle serie televisive e radiofoniche Fist of Fun. Successivamente, instaurò una stretta collaborazione professionale con Chris Morris, Armando Iannucci, Doon Mackichan e Steve Coogan, che si trasferirono con lei in The Day Today, la versione televisiva di On the Hour. A completare il cast di The Day Today vi furono Patrick Marber, che aveva fatto parte della revue dell'Università di Oxford nel 1984 insieme a Front, e David Schneider, che partecipò alla revue del 1985. Questo cast continuò a contribuire al canone comico di Alan Partridge per tutto il decennio degli anni '90.

## Filmografia

### Cinema
- England, My England, regia di Tony Palmer (1995)
- Suzie Gold, regia di Richard Cantor (2004)
- Colour Me Kubrick (Colour Me Kubrick: A True...ish Story), regia di Brian W. Cook (2006)
- Horrid Henry - Piccola peste (Horrid Henry: The Movie), regia di Nick Moore (2011)
- Transformers - L'ultimo cavaliere (Transformers: The Last Knight), regia di Michael Bay (2017)
- Dark Hall (Down a Dark Hall), regia di Rodrigo Cortés (2018)
- The Aeronauts, regia di Tom Harper (2019)
- Marionette, regia di Elbert van Strien (2020)

### Televisione
- Tricky Business - serie TV, 3 episodi (1991)
- Dizzy Heights Hotel – serie TV, 2 episodi (1992)
- The Smell of Reeves and Mortimer – serie TV, 2 episodi (1993)
- The Day Today – miniserie TV, 7 episodi (1994)
- Absolutely Fabulous - serie TV 3x02 (1995)
- Coogan's Run - serie TV 1x05 (1995)
- Knowing Me Knowing You with Alan Partridge – serie TV, 8 episodi (1994-1995)
- Fist of Fun – serie TV, 4 episodi (1995-1996)
- Never Mind the Horrocks – film TV (1996)
- Company – film TV (1996)
- Roger and the Rottentrolls – serie TV, 4 episodi (1996-1997)
- Have Your Cake and Eat It – miniserie TV, 4 episodi (1997)
- The Missing Postman – film TV (1997)
- In the Bed – serie TV, 3 episodi (1998)
- Kavanagh QC – serie TV, 4 episodi (1998-1999)
- Time Gentleman Please – serie TV, 31 episodi (2000-2002)
- Nighty Night – serie TV, 12 episodi (2004-2005)
- The Rotters' Club – miniserie TV, 3 episodi (2005)
- Lewis (Inspector Lewis) – serie TV, 36 episodi (2006-2014)
- The Thick of It – serie TV, 13 episodi (2009-2012)
- Just William – serie TV, 4 episodi (2010)
- Grandma's House – serie TV, 12 episodi (2010-2012)
- Psychobitches – serie TV, 12 episodi (2012-2014)
- The Spa – serie TV, 8 episodi (2013)
- I misteri di Pemberley (Death Comes to Pemberley) – miniserie TV, 2 episodi (2013)
- Poirot (Agatha Christie's Poirot) – serie TV, episodio 13x03 (2013)
- The Wrong Mans – serie TV, 5 episodi (2013-2014)
- Up the Women – serie TV, 9 episodi (2013-2015)
- L'ispettore Barnaby (Midsomer Murders) – serie TV, episodio 16x02 (2014)
- Humans – serie TV, 7 episodi (2015)
- The Eichmann Show - Il processo del secolo (The Eichmann Show), regia di Paul Andrew Williams – film TV (2015)
- Billionaire Boy – film TV (2015)
- Guerra e pace (War & Peace) – miniserie TV, 5 episodi (2016)
- Doctor Thorne – miniserie TV, 3 episodi (2016)
- Love, Lies and Records – serie TV, 6 episodi (2017)
- Dark Money – miniserie TV, 4 episodi (2019)
- Poldark – serie TV, 6 episodi (2018-2019)
- Delitti in Paradiso (Death in Paradise) – serie TV, episodio 8x01 (2019)
- Avenue 5 – serie TV, 9 episodi (2020)
- The Other One – serie TV, 5 episodi (2020)
- Grantchester – serie TV, 1 episodio (2021)
- The Chelsea Detective – serie TV, 1 episodio (2022)